# Unione Sportiva Massese '82 1988-1989
Questa pagina raccoglie le informazioni riguardanti l'Unione Sportiva Massese '82 nelle competizioni ufficiali della stagione 1988-1989.

## Rosa
| N. |                   | Ruolo | Calciatore         |
| -- | ----------------- | ----- | ------------------ |
|    | Italia (bandiera) | C     | Fabio Angelotti    |
|    | Italia (bandiera) |       | Benassi            |
|    | Italia (bandiera) | D     | Maurizio Bertocchi |
|    | Italia (bandiera) | D     | C. Bertoneri       |
|    | Italia (bandiera) | C     | Dante Bertoneri    |
|    | Italia (bandiera) | C     | Roberto Brotini    |
|    | Italia (bandiera) | A     | Claudio Cecchini   |
|    | Italia (bandiera) | D     | Francesco Corsini  |
|    | Italia (bandiera) | A     | Davide Del Nero    |
|    | Italia (bandiera) | A     | Paolo Frara        |
|    | Italia (bandiera) | D     | Marino Gavarini    |
|    | Italia (bandiera) | C     | Walter Giuseppini  |
|    | Italia (bandiera) | C     | Riccardo Guidugli  |

| N. |                   | Ruolo | Calciatore       |
| -- | ----------------- | ----- | ---------------- |
|    | Italia (bandiera) | C     | Robero Ispiro    |
|    | Italia (bandiera) | D     | Maurizio Marin   |
|    | Italia (bandiera) | A     | Tommaso Maurizi  |
|    | Italia (bandiera) | P     | Riccardo Peruzzi |
|    | Italia (bandiera) | A     | Michele Pisasale |
|    | Italia (bandiera) | C     | Renzo Redomi     |
|    | Italia (bandiera) | P     | Rocca            |
|    | Italia (bandiera) | A     | Gianluca Rosati  |
|    | Italia (bandiera) | D     | Stefano Ruvolo   |
|    | Italia (bandiera) |       | Santucci         |
|    | Italia (bandiera) | D     | Corrado Tonin    |
|    | Italia (bandiera) |       | Torre            |
|    | Italia (bandiera) | C     | Marco Zenari     |

## Risultati

### Campionato

#### Girone di andata
| 11 settembre 1988 1ª giornata | Olbia | 1 – 0 | Massese |  |

| 18 settembre 1988 2ª giornata | Massese | 0 – 0 | Pontedera |  |

| 25 settembre 1988 3ª giornata | Sorso | 2 – 3 | Massese |  |

| 2 ottobre 1988 4ª giornata | Casale | 2 – 2 | Massese |  |

| 9 ottobre 1988 5ª giornata | Massese | 1 – 3 | Sarzanese |  |

| 16 ottobre 1988 6ª giornata | Siena | 3 – 1 | Massese |  |

| 23 ottobre 1988 7ª giornata | Massese | 0 – 0 | Pro Vercelli |  |

| 30 ottobre 1988 8ª giornata | Oltrepò | 6 – 0 | Massese |  |

| 6 novembre 1988 9ª giornata | Massese | 2 – 0 | Cecina |  |

| 13 novembre 1988 10ª giornata | Massese | 3 – 2 | Ilva |  |

| 20 novembre 1988 11ª giornata | Cuoiopelli | 0 – 0 | Massese |  |

| 27 novembre 1988 12ª giornata | Massese | 1 – 0 | Poggibonsi |  |

| 4 dicembre 1988 13ª giornata | Rondinella | 0 – 4 | Massese |  |

| 11 dicembre 1988 14ª giornata | Massese | 4 – 1 | Tempio |  |

| 18 dicembre 1988 15ª giornata | Vogherese | 2 – 2 | Massese |  |

| 1º gennaio 1989 16ª giornata | Massese | 1 – 0 | Alessandria |  |

| 8 gennaio 1989 17ª giornata | Pavia | 1 – 0 | Massese |  |

#### Girone di ritorno
| 15 gennaio 1989 18ª giornata | Massese | 1 – 1 | Olbia |  |

| 22 gennaio 1989 19ª giornata | Pontedera | 0 – 1 | Massese |  |

| 5 febbraio 1989 20ª giornata | Massese | 2 – 0 | Sorso |  |

| 12 febbraio 1989 21ª giornata | Massese | 1 – 1 | Casale |  |

| 19 febbraio 1989 22ª giornata | Sarzanese | 1 – 1 | Massese |  |

| 5 marzo 1989 23ª giornata | Massese | 2 – 0 | Siena |  |

| 12 marzo 1989 24ª giornata | Pro Vercelli | 2 – 2 | Massese |  |

| 19 marzo 1989 25ª giornata | Massese | 0 – 1 | Oltrepò |  |

| 25 marzo 1989 26ª giornata | Cecina | 1 – 0 | Massese |  |

| 9 aprile 1988 27ª giornata | Ilva | 1 – 2 | Massese |  |

| 16 aprile 1989 28ª giornata | Massese | 1 – 1 | Cuoiopelli |  |

| 23 aprile 1989 29ª giornata | Poggibonsi | 1 – 2 | Massese |  |

| 30 aprile 1989 30ª giornata | Massese | 1 – 0 | Rondinella |  |

| 14 maggio 1989 31ª giornata | Tempio | 3 – 2 | Massese |  |

| 21 maggio 1989 32ª giornata | Massese | 4 – 0 | Vogherese |  |

| 28 maggio 1989 33ª giornata | Alessandria | 1 – 1 | Massese |  |

| 4 giugno 1989 34ª giornata | Massese | 1 – 1 | Pavia |  |